# Malpígie
Malpígie (Malpighia), česky též acerola, je rod rostlin z čeledi malpígiovité (Malpighiaceae), v níž je zařazen do podčeledi Malpighioideae. Jeho asi 40 druhů je původem z tropické a subtropické Střední Ameriky, Karibiku a severních částí Jižní Ameriky. Nejvíce druhů je rozšířeno na území Brazílie. Rod byl pojmenován po italském přírodovědci a lékaři ze 17. století Marcelu Malpighi.

## Popis
Jsou to nepopínavé stálezelené husté keře nebo nízké stromy s větvičkami se vstřícnými listy které jsou obvykle porostlé na rubové straně drobnými žahavými chloupky. Listy mívají krátké řapíky a docela nenápadné palisty rostoucí mezi stonkem a řapíkem.
Květy vyrůstají v úžlabních nebo v koncových květenstvích, stopkatých chocholících nebo okolících s nežláznatými listeny i listenci. Kalich je vytrvalý a má šest až deset žlázek produkující olejovitou tekutinu, náhradu za nektar pro opylující hmyz, nejčastěji včely. Koruna má pět nestejně velkých bílých nebo červených lístků lžícovitého tvaru, na obvodu zubatých až třásnitých. Z češule vyrůstá deset lysých, nestejně dlouhých tyčinek s nitkami ve spodní polovině srostlými, které nesou drobné prašníky s polyporátními pylovými zrny. Třídílné svrchní semeníky srostlé ze tří plodolistů (v každém dílu po jednom vajíčku) jsou lysé a mají tři nápadné čnělky s bliznami.
Plody jsou červené nebo oranžové dužnaté peckovice, nejčastěji smáčkle kulovité, se 2 neb 3 semeny bez endospermu. Plodožraví ptáci a kaloni rozšiřují nestrávená semena ve výkalech.

## Zástupci
- malpígie lysá (Malpighia glabra)

## Význam
Malpígie jsou přirozeně rozšířeny na rozsáhlém území. Některé druhy se pěstují pro ovoce, např. malpígie lysá (Malpighia glabra), známá jako barbadoská třešeň nebo západoindická třešeň, jejíž plody obsahují více vitamínu C než citrony a před rozvojem syntetické výroby byly důležitým zdrojem kyseliny askorbové. Jiné druhy, např. cesmíně podobná Malpighia coccigera či převislá Malpighia pendiculata se vysazují v tropech jako okrasné rostliny v parcích nebo se z nich tvarují domácí bonsaje.

## Galerie

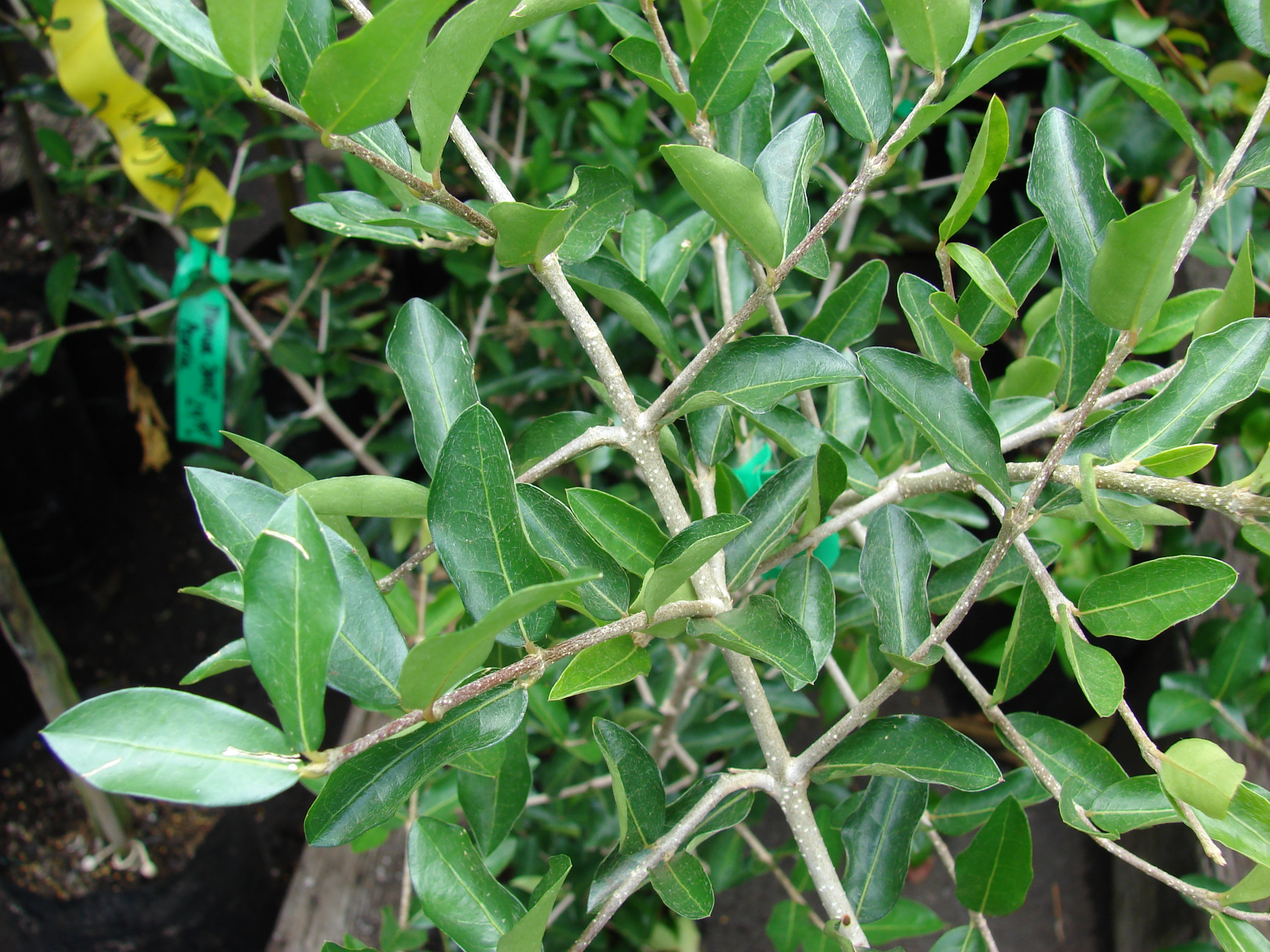
Listy malpígie Malpighia emarginata
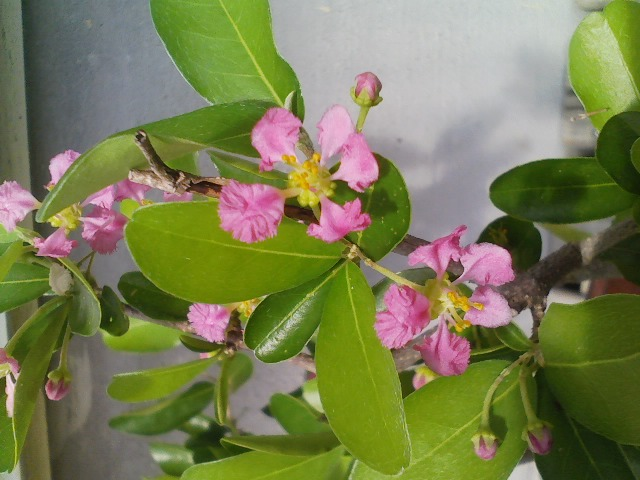
Květy malpígie Malpighia emarginata
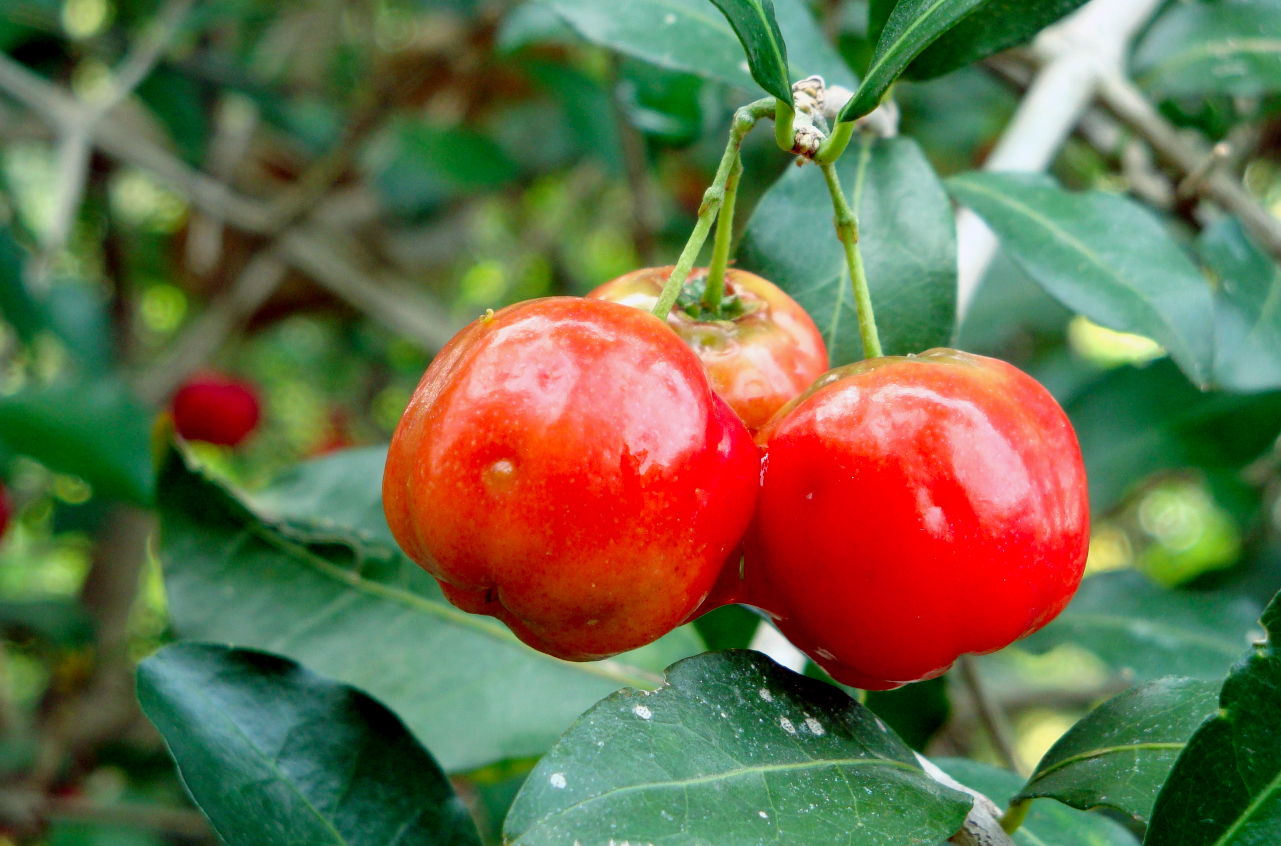
Plody malpígie lysé (Malpighia glabra)